# Irene Hecht-Cserhalmi
Irene Hecht-Cserhalmi ungarisch Cserhalmi Irén (geboren als Irene Hecht, 12. September 1871 in Budapest, Österreich-Ungarn; gestorben 6. April 1908 ebenda) war eine ungarische Schriftstellerin. 

## Leben
Irene Hecht war die Tochter von Salamon Hecht und Mária Friedmann-Cserhalmi. Sie heiratete den Schriftsteller Attila Gerő (1870–1916).
Hecht-Cserhalmi legte im Alter von 16 Jahren die Lehrerinnenprüfung ab. Sie schrieb 1893 den Essay Der Einfluss der französischen Romantik auf die ungarische Literatur. Sie veröffentlichte Essays in ungarischen und deutschen Zeitschriften, darunter im Neuen Pester Journal. Sie übersetzte aus dem Deutschen und Französischen ins Ungarische und aus dem Ungarischen ins Deutsche. 1897 gab sie in Deutschland eine Anthologie übersetzter ungarischer Poesie unter dem Titel Ungarischer Dichterwald heraus. Mit Gerö gründete sie die Zeitschrift Külföld.

## Werke (Auswahl)
- Ungarischer Dichterwald. Poesieen, ausgewählt und im Versmass der Originale übersetzt. Mit vielen Porträts und Faksimiles und einem Vorwort von Georg Ebers. Stuttgart : Deutsche Verlags-Anstalt, 1897